# 苍梧郡
蒼梧郡，中國古郡名。《漢書》載為漢武帝滅南越國而置。但傳世秦代官印中有「蒼梧侯丞」之文，可知蒼梧郡實為秦代始置。

## 建置沿革

### 秦代
秦代蒼梧郡地域，大約在湖南省南部的灕水之東、零陵以南，及廣西西北部地區，在漢代蒼梧郡以北，大致相當於漢代零陵郡、桂陽郡一帶。秦代蒼梧郡治所不詳，其領縣可考者有：蒼梧、營浦、南平、冷道、舂陵、洮陽、觀陽、桂陽、齕道、攸、零陵、郴、耒陽13三縣。後為南越國所繼承，為南越國所屬五郡之一。

### 漢代
漢元鼎六年（前111年）滅南越國，置蒼梧郡。其郡治在廣信縣（在今廣西梧州市或廣東封開縣），屬交阯刺史部。成帝元延四年（前9年），蒼梧郡領十縣：廣信、謝沐、高要、封陽、臨賀、端谿、馮乘、富川、荔浦、猛陵。其轄境大致相當於今廣西都龐嶺、大瑤山以東，廣東肇慶、羅定以西，湖南江永、江華以南，廣西藤縣、廣東信宜以北。王莽改蒼梧郡為新廣郡。東漢初復故。漢明帝永平十四年增置鄣平縣。

### 六朝、隋唐
三國吳分蒼梧東北之臨賀、謝沐、馮乘、富川、封陽諸縣置臨賀郡，以合浦郡臨允縣來屬。晉分荔浦縣入始安郡，領十二縣：廣信、端溪、高要、建陵、新寧、猛陵、鄣平、農城、元谿、臨允、都羅、武城。東晉、南朝時轄境日益縮小。梁置成州。
隋開皇九年（589年）廢，置封州。大業中改爲蒼梧郡，治封川縣，領四縣：封川、都城、蒼梧、封陽。唐武德四年（621年）置梧州。領蒼梧、豪靜、開江三縣。天寶元年（742年）改為蒼梧郡，乾元元年（758年）復改為梧州。。

## 首长

### 秦朝蒼梧守
- ?灶，其姓失載[7]。

### 南越國蒼梧王
- 趙光，降於漢[8]。

### 漢朝蒼梧太守
- 劉利，西漢末任[9]。
- 杜穆，建武初偕鄧讓入附[9]。
- 喻猛，字驕孫，豫章人，永元中任[9][8]。
- 陳臨，字子然，南海人，永建中任[9][8]。
- 陳稚升，三國志注作陳稚叔[9]。
- 甘定，延熹中任[9]。
- 張敘，延熹中任[9]，延熹八年正月為賊所執[10]。
- 牟融，桓帝時任[11]。
- 雷授，鄱陽人[9]。
- 令狐溥，字文悟，太原人[9]。
- 劉曜，零陵烝陽人，建安中任[9]，巴祖父[12]。
- 史璜，建安中任，卒於任上[13]。
- 吴巨，長沙人，建安元年（196年）九月到建安三年（198年）間上任劉表表任[9][13][註 1]，建安十五年（210年）為步騭所殺。[16]

### 孫吳蒼梧太守
- 區景，長沙人[9]。
- 陶璜，字世英，丹陽秣陵人[17]，建衡元年（269年）上任，建衡三年（271年）為交州剌史。
- 王毅，長沙人，天紀末任[9]。

### 晉朝蒼梧太守
- 殷巨，字元夫，禮子[9]。
- 陶威，丹陽秣陵人，璜子[17]。
- 张镇，字義遠，吳國吳人，泰安中任[9]。
- 杜晏，廬江人，太寧中任[9]。

### 劉宋蒼梧太守
- 范曄，字蔚宗，順陽人[18]。

## 徵引文獻
1. ↑  《秦代政區地理》，頁110-111
2. ↑  《秦代政區地理》，頁430-435
3. ↑  《漢書》地理志
4. ↑  《晉書》地理志
5. ↑  《隋書》地理志
6. ↑  《舊唐書》地理志
7. ↑  見張家山漢簡《南郡卒史蓋廬、摰田、假卒史瞗復攸準等獄簿》。
8. 1 2 3  金鉷謹. 廣西通志. 维基文库 （中文）.
9. 1 2 3 4 5 6 7 8 9 10 11 12 13 14 15 16  金鉷謹. 廣西通志. 维基文库 （中文）.
10. ↑  . 欽定古今圖書集成. 维基文库 （中文）.
11. ↑  丁福保. 佛學大辭典. 维基文库 （中文）.
12. ↑  《三國志•蜀書九•董劉馬陳董呂傳•劉巴》：「引《零陵先賢傳》：『巴祖父曜，蒼梧太守。父祥，江夏太守、蕩寇將軍。時孫堅舉兵討董卓，以南陽太守張諮不給軍糧，殺之。祥與同心，南陽士民由此怨祥，舉兵攻之，與戰，敗亡。』」
13. 1 2 3  《三國志•吳書四•劉繇太史慈士燮傳•士燮》：「交州刺史朱符為夷賊所殺，州郡擾亂......朱符死後，漢遣張津為交州刺史，津後又為其將區景所殺，而荊州牧劉表遣零陵賴恭代津。是時蒼梧太守史璜死，表又遣吳巨代之，與恭俱至。」
14. ↑  林富士.  (PDF). 中央研究院歷史語言研究所集刊. 1995, 66 (3): 6–7  [2016年11月10日]. （原始内容 (PDF)存档于2016年11月11日）.
15. ↑  《藝文類聚•卷六•州部•交州》引苗恭《交廣記》：「建安二年，南陽張津為刺史。」
16. ↑  《三國志•吳書七•張顧諸葛步傳•步騭》：「建安十五年，出領鄱陽太守。歲中，徙交州刺史、立武中郎將。領武射吏千人，便道南行。明年，追拜使持節、征南中郎將。劉表所置蒼梧太守吳巨陰懷異心，外附內違。騭降意懷誘，請與相見，因斬徇之，威聲大震……」
17. 1 2  房玄齡. 晉書. 维基文库 （中文）.
18. ↑  解縉. 永樂大典. 维基文库 （中文）.